# 弗拉西夫卡 (克吉奇夫卡區)
49°27′6″N 35°46′37″E / 49.45167°N 35.77694°E
弗拉西夫卡（烏克蘭語：Власівка），是烏克蘭東部的村莊，隸屬哈爾科夫州的別列斯京區。該村始建於1819年，面積3.41平方公里，海拔高度113米，2001年人口662，人口密度每平方公里194.1人。